# 鈴木結加里
鈴木 結加里（すずき ゆかり、10月16日 - ）は、日本の女優。愛知県出身。元劇団四季所属。現在は、フリー。

## 経歴
劇団青年座研究所を経て劇団四季に入団。『美女と野獣』で初舞台を踏む。『ライオン・キング』はオープニングキャストとして出演し、後にシェンジ役で出演。同劇団退団後は、持ち前の深く豊かなアルトを評価され、東宝、ホリプロ、梅田芸術劇場などのミュージカルの舞台を中心に活躍。
劇団四季時代には子役指導を担当。その後も様々な作品でボーカルキャプテンや歌唱指導を担当。歌唱講師もやっており、後進育成には定評がある。

## 主な出演作品
- 劇団四季　『美女と野獣』
- 劇団四季　『ライオンキング』シェンジ役　他

### ミュージカル
- 『ダンス・オブ・ヴァンパイア』（山田和也演出）ヴァンパイアシンガー役
- 『マリー・アントワネット』（栗山民也演出）
- 『ウーマン・イン・ホワイト』（松本祐子演出）
- 『レベッカ』（山田和也演出）
- 『マルグリット』（ジョナサン・ケント演出）シャントゥーズ役
- 『三銃士』（山田和也演出）
- 『ルドルフ』（デヴィッド・ルヴォー演出）
- 『ロミオとジュリエット』（小池修一郎演出）モンタギュー夫人役
- 『モンテクリスト伯』（山田和也演出）
- 『アイランド』（吉本一成演出）アサカ役
- 『モーツァルト』（小池修一郎演出）
- 『ファウスト～最後の聖戦～』
- 『PASSION』（宮田慶子演出）
- 『イン・トゥ・ザ・ウッズ』（木内宏昌演出）魔女役
- 音楽劇『マリウス』（山田洋次演出）
- 『パジャマゲーム』（トム・サザーランド演出）メイ役
- 『シークレット・ガーデン』（スタッフォード・アリマ演出）ミセス・メドロック役
- 『クラブ　シャーリー』（安倍康律演出）
- 『夢の続き』（佳田亜樹演出）姉役
- 『ノートルダムの鐘』（劇団四季公演）
- 『天保十二年のシェイクスピア』（藤田俊太郎演出）
- 『屋根の上のヴァイオリン弾き』（寺崎秀臣演出）
- 『マイ・フェア・レディ』（Ｇ２演出）
- 『ダ・ポンテ〜モーツァルトの影に隠れたもう一人の天才』(青木豪演出)
- 『この世界の片隅に』（上田一豪演出）[2]
- 2025年8〜10月『四月は君の嘘』（上田一豪演出） - 宮園かをりの母役[3]出演予定。

### コンサート
- 春野寿美礼ファーストコンサート　『Ｍｙ　Ｈｅａｒｔ』
- 霧矢大夢ファーストコンサート『Amore e Musica 夢は果てしなく…』
- 『Ｍ.クンツェ＆Ｓ.リーヴァイの世界』
- 『Ｍ.クンツェ＆Ｓ.リーヴァイの世界　～2nd Season』
- 『Golden　Songs』

### 歌唱指導
- 『スペリング・ビー』
- 『ＳＮＯＷ　MANGO』
- 『おしゃれキャット』
- 『スコア』
- 『オズの魔法使い』
- 『マイフェアレディ』
- 『きみのあした 』

　　ＮＥＷＳエンターテイメントスクール　ＦＵＪＩＫＡＷＡミュージカルスタジオ　ジョイキッズ・ミュージカルスクール講師
　　砺波リバーキッズワークショップ、幸田町ミュージカルワークショップ
　　ｍｉｒａｉ－Ｊ（名古屋でミュージカル俳優を育成するプロジェクト）主宰

### テレビ
- 『めちゃ×２イケてるッ！』ライオンキングスペシャル
- 『SKEBINＧO!』♯７〜８　ミュージカルの歌を学ぶ[4]。歌唱指導講師として出演。

### ＣＤ
- 『ライオンキング』
- 『ダンス　オブ　ヴァンパイア』
- 『マリーアントワネット』
- 『マルグリット』
- 『モンテクリスト伯』
- 濱田めぐみ 20周年記念アルバム「Campanulla」